# Spirito Santo

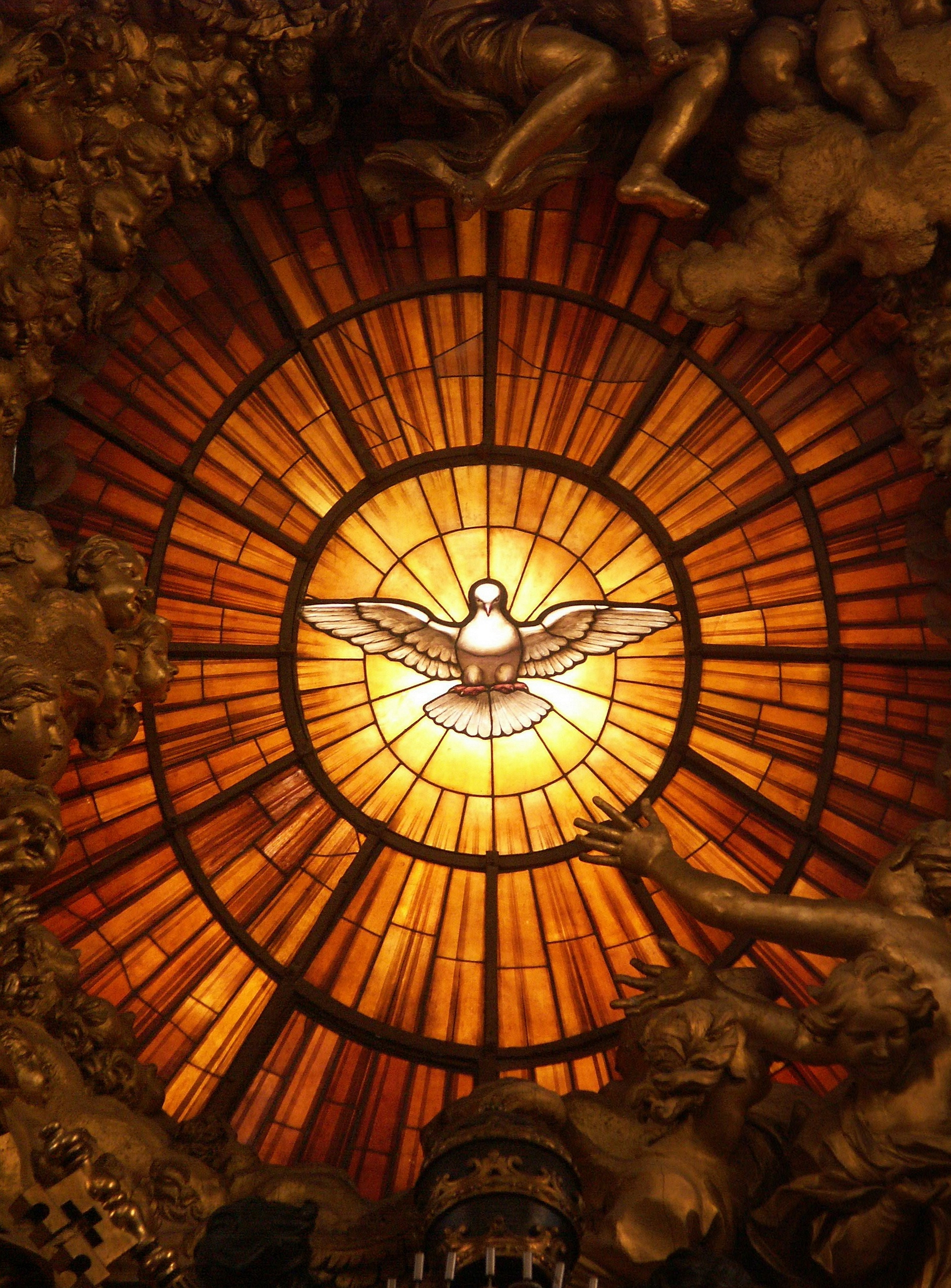
Colomba dello Spirito Santo, Basilica di San Pietro, Città del Vaticano

Per quasi tutte le confessioni cristiane, lo Spirito Santo è la Terza Persona (ipostasi) della Santissima Trinità, con le altre due Persone di Dio Padre e di Dio Figlio. Secondo il mistero trinitario (dogma) della fede cristiana, ognuna delle tre Persone è totalmente Dio: Padre Dio, Figlio Dio (Gesù Cristo) e Spirito Santo Dio. La divinità dello Spirito Santo è professata nel Simbolo niceno-costantinopolitano: "Crediamo/Credo nello Spirito Santo, che è Signore e dà la vita, e procede dal Padre (e dal/al Figlio), e con il Padre e il Figlio è adorato e glorificato, e ha parlato per mezzo dei profeti".
Nella fede cattolica, lo Spirito Santo procede congiuntamente dalle altre due Persone, il Padre e il Figlio (dottrina del Filioque). Secondo la fede delle Chiese orientali, invece, lo Spirito Santo procede esclusivamente da Dio Padre. Con il termine tecnico procedere si intende una derivazione che non ha implicazioni temporali né di priorità, in quanto lo Spirito Santo non può intendersi teologicamente né creato o generato in un tempo successivo alle altre due Divine Persone né meno importante di esse ai fini dell'opera di Dio dell'universo, del compimento della Creazione e della salvezza del genere umano.
Nel Vangelo secondo Giovanni, lo Spirito Santo Dio è indicato col termine greco di Paraclito (soccorritore). La Pentecoste è la solennità liturgica riservata allo Spirito Santo Dio, che ne celebra il dono di Gesù Cristo alla Sua Chiesa apostolica.

## Etimologia
In ebraico la parola che corrisponde a "spirito" è רוח (ruah), un nome di genere femminile, e significa anche "soffio", "aria", "vento", "respiro". "Spirito Santo" è רוח הקודש, ruah haQodesh. Per la religione ebraica, con tale termine viene indicata la Potenza divina che può riempire gli uomini, ad esempio i profeti. Tale concetto non ha avuto tuttavia uno sviluppo particolare nell'ebraismo, come invece si è avuto nel cristianesimo.
In greco "spirito" si dice πνεῦμα (pneuma; da πνέω, pneō, cioè "respirare", "soffiare", "aver vita"), di genere neutro. Da esso deriva il termine pneumatologia, con il quale viene indicata la scienza dello spirito in genere, e la scienza teologica giudaico-cristiana, che studia la relazione tra lo stesso Spirito Santo e le persone della Trinità cristiana.

In ebraico e greco antico, i termini "spirito" e "aria" sono indicati dalla stessa parola.
In latino, "spirito" è spiritus (da spiro, cioè "respirare", "soffiare"), di genere maschile come Pater e Filius.

## Nell'Antico Testamento
Secondo certe esegesi, tra cui quella cristiana, già dalle prime righe della Genesi si intravede la presenza dello Spirito di Dio nel mondo. Nell'Antico Testamento ha una funzione creante (prende parte alla creazione), una funzione generante (il soffio vitale di Dio opera continuamente nel creato rinnovandolo) e una funzione conducente (lo spirito di Dio guida il suo popolo soprattutto nelle grandi svolte, attraverso guide carismatiche, re e profeti).

## Nel Nuovo Testamento
(Giovanni 3,8)
Nel Nuovo Testamento si ha la piena rivelazione dello Spirito Santo, che accompagna la vita di Gesù nei vangeli. È menzionato nel racconto del concepimento di Gesù (Mt 1,18 e Lc 1,34-35), del suo battesimo (dove appare sotto forma di colomba – Mt 3,13-17, Mc 1,9-11, Lc 3,21-22 e Gv1:31-33), dei suoi miracoli (Mt 12,15-21, Mt 12,28, Mc 3,22-30) e della sua morte (Mt 27,50, Mc 15,37, Lc 23,46 e Gv 19,30).
La manifestazione più evidente dello Spirito Santo è riportata nel racconto della Pentecoste (Atti degli Apostoli 2,1-11). Gli apostoli e Maria erano riuniti, quando lo Spirito Santo apparve come lingue di fuoco che si dividevano e si posarono su ciascuno di loro. Gli apostoli poterono da allora predicare il vangelo in lingue che non conoscevano.
Il Vangelo di Giovanni presenta lo Spirito Santo come una persona distinta, chiamato «il Consolatore», che Gesù stesso promette ai suoi discepoli (Gv 7,37-39, Gv 14,16-17, Gv 14,26, Gv 15,26 e Gv 15,7).
Nel Nuovo Testamento, lo Spirito Santo è detto il "Paràclito". Questa parola deriva dal greco παρα κλητος (paracletos), un termine del linguaggio giuridico che significava letteralmente "chiamato appresso", cui l'equivalente latino è l'ad-vocatus, cioè "avvocato", inteso come "difensore" o "soccorritore", e per estensione "consolatore". Il contesto in cui si usa questo termine nei testi profani è quello del processo, indicando "colui che sta al lato dell'accusato" per difenderlo. Gesù, nel discorso di addio riportato nel Vangelo di Giovanni, promette ai suoi discepoli di non lasciarli soli, ma di mandar loro un consolatore (Gv 14,16, Gv 14,26, Gv 15,26, Gv 16,7). In Gv 14,16 lo Spirito è chiamato "altro paraclito", a significare che il primo paraclito è lo stesso Gesù.
Lo Spirito Santo fu donato alla Chiesa e agli Apostoli con la resurrezione di Cristo e in modo visibile durante la Pentecoste.

### Spirito Santo e potenza del Signore
La parola greca δύναμιν (trasl. dynamin) è spesso utilizzata in congiunzione con lo Spirito Santo, in:
- Luca 1:34[27]: lo Spirito Santo scenderà su di te, su te stenderà la sua ombra la potenza dell'Altissimo (Annunciazione alla Madre di Dio)
- Atti 10:34-28[28]: Gesù Cristo, consacrato in Spirito Santo e potenza
- Luca 4:14[29]: ministero di Gesù in Galilea, con la potenza dello Spirito Santo, dopo la Quaresima nel deserto iniziata ricolmo di Spirito Santo
- Luca 21:26-27[30]: Seconda Parusia del Figlio dell'uomo, con le potenze dei cieli ed in potenza e gloria
- Luca 22:69[31]: il Figlio dell'uomo seduto alla destra della potenza di Dio.

La potenza è riferita al Signore nei cieli, oppure -con minor frequenza- allo Spirito Santo in quanto sul Figlio dell'uomo.
Quanto agli effetti di tale potenza, si riconoscono una:
- Ebrei 1:1-4[32]: potenza purificatrice, per effetto della parola di Verità (prima di ascendere alla destra del Padre)
- Ebrei 7:16[33]: potenza sacramentale, per effetto della perfezione di vita.
- Atti 8:10[34]: potenza carismatica per effetto della grazia della conversione e del perdono dei peccati (5:26-34[35]; e nella vita di Paolo: 14:18-19[36]).

Non riferite a Dio compaiono nel testo greco altre due parole: ἐξουσία (trasl. exousìa: autorità) e κράτος (trasl. kràtos: forza).

## I sette doni dello Spirito Santo
Per la dottrina cristiana, nella stessa pneumatologia, sono distinti sette doni offerti dallo Spirito Santo, detti carismi:
- sapienza
- intelletto
- consiglio
- fortezza
- conoscenza (o scienza)
- pietà
- timore di Dio.

I sette doni sono indipendenti dal cammino di santità, così com'è delineato nel modello proposto dalla Chiesa cattolica. I doni sono connessi tra loro alla grazia di Dio, non possono quindi esistere in una persona che non è in stato di grazia, e chi possiede la virtù della carità possiede tutti e 7 i doni. Tali doni sono necessari alla salvezza.
Il Catechismo della Chiesa Cattolica cita come riferimento biblico le parole del profeta Isaia (11,2), in cui è però assente il dono dello spirito di pietà. Lo Spirito di amore che guarisce il peccato e le infermità è rivolto al popolo di Sion, dal Signore giudice, legislatore e re ( Isaia 33:22-24, su laparola.net., come Daniele 9:9-11).

## I nove frutti dello Spirito Santo
San Paolo enumerò nove frutti dell'opera dello Spirito Santo Dio, presenti in chi Lo invoca ed accoglie:
Isaia 11,2-3 ne enumerò 7.

## Il peccato contro lo Spirito Santo
Stando a quanto Gesù dice nei Vangeli (Mt 12,30-32, Mc 3,28-39 e Lc 12,1-15) esiste un "peccato contro lo Spirito Santo" che non può essere perdonato. La riflessione teologica ha cercato di individuare in cosa consista questo peccato. Nei catechismi di papa Pio IX e san Pio X (n. 964), questa riflessione è schematizzata in sei tipi di peccato: 
- disperazione della salvezza;
- presunzione di salvarsi senza merito: predestinazione senza merito di fede e di opere, fede nella possibilità di un perdono donato unilateralmente da Dio senza il pentimento e la richiesta del singolo;
- impugnare la verità conosciuta: scisma, eresia, apostasia;
- invidia della altrui grazia;
- ostinazione nei peccati;
- impenitenza finale: in presenza di peccati mortali, non viene chiesto il perdono, ottenibile anche mediante il Sacramento dell'Unzione degli Infermi (Gc 5,14-15)[44], oppure non sono osservate le condizioni che il sacerdote può assegnare personalmente nel Sacramento della Riconciliazione per l'assoluzione dei peccati.

Il tradimento di Giuda fu l'unico peccato contro lo Spirito Santo commesso da uno dei dodici apostoli. Egli fu anche l'unica persona in tutto il Nuovo Testamento alla quale Gesù rivolse le parole «Bene per quell'uomo se non fosse mai nato» (in Marco 14:21, Luca 22.22, Matteo 26:24), ovvero ad essere assimilato a un diavolo (in Giovanni 6:70). Giuda Iscariota è l'unico apostolo a non essere mai stato proclamato santo. Alla morte fu sostituito da Mattia apostolo, venerato come santo da tutte le Chiese cristiane che ammettono tale culto.

## Simboli dello Spirito Santo
Sono vari i simboli con cui è indicato lo Spirito Santo nella Bibbia.
- Acqua: come segno di nuova vita. Al tempo di Mosè la salvezza del popolo ebraico fu data dall'acqua scaturita dalla roccia, l'azione dello Spirito nel battesimo dona la nuova vita.
- Fuoco: simboleggia la capacità delle azioni dello Spirito di trasformare le cose. È il simbolo riportato nei vangeli nel racconto della Pentecoste.
- Vento: riprende il significato letterale di "Spirito", ovvero "soffio"; così è in Atti 2 quando si abbatte come vento gagliardo nella casa dove gli apostoli erano riuniti per la Pentecoste.
- Nube e luce: così è rappresentato lo Spirito Santo nei racconti di Mosè sul monte Sinai, dell'Annunciazione, della Trasfigurazione, dell'Ascensione.
- Sigillo: legato al simbolo dell'unzione, indica come l'alleanza abbia carattere definitivo.
- Mano: l'imposizione delle mani è un gesto usato già nella chiesa primitiva per invocare la discesa dello Spirito Santo su un fedele.
- Dito di Dio: che ha scolpito i dieci comandamenti, con cui Gesù scacciava i demoni.
- Colomba: durante il battesimo di Gesù (Mt 3,16[51]).

## Secondo Gioacchino da Fiore
Gioacchino da Fiore concepì la teoria della storia tripartita in un progressivo e graduale disvelamento della verità e del piano salvifico di Dio: iniziata con un'era del Padre (corrispondente alla creazione, all'ebraismo e all'Antico Testamento), seguì un'era del Figlio (in cui Gesù s'è rivelato nel Cristianesimo e nel Nuovo Testamento) e infine sarebbe giunta l'ultima era, l'era dello Spirito, donato da Gesù Cristo il giorno di Pentecoste in eredità alla Chiesa Apostolica fino alla Sua Seconda Parusia.

Molti teologi hanno ripreso questa concezione in relazione all'età dello spirito che sarebbe scaturita negli anni sessanta e settanta del Novecento in seguito al concilio Vaticano II e che ha visto la nascita di numerosi movimenti e gruppi di preghiera carismatici sullo Spirito Santo in quella che venne chiamata una "nuova Pentecoste".

## Differenze teologiche tra confessioni religiose
La teologia sullo Spirito Santo si differenzia molto tra le religioni, le confessioni e i movimenti dentro e fuori dal mondo cristiano. La religione ebraica e l'islam riconoscono lo Spirito Santo solo come Spirito di Dio, dotato della facoltà di creare l'anima per unirla alla materia corporea e di illuminare l'intelletto dell'essere umano.
Per gli islamici, lo Spirito Santo non è Dio, una persona increata o generata dalla stessa sostanza di Dio e pertanto coeterna con Lui, bensì una sua creatura eterna che è generalmente identificata col santo arcangelo Gabriele. Quest'ultimo è dotato della facoltà di creare l'anima per unirla alla materia corporea e del dono di illuminare l'intelletto dell'essere umano.
Tra le religioni cristiane, alcune riconoscono lo Spirito Santo come terza persona della Trinità, mentre altre confessioni, dette antitrinitarie, negano questo aspetto.

## Solennità
La Pentecoste celebra la discesa dello Spirito Santo (Paraclito) sugli apostoli, secondo il dono promesso da Gesù Cristo, e dopo la Sua Ascensione alla destra del trono celeste di Dio Padre. La Pentecoste è una Solennità Liturgica sia per la Chiesa Cattolica che per la Chiesa Ortodossa.

## Congregazioni dello Spirito Santo
Nella Chiesa cattolica sono numerose le congregazioni religiose dedicate allo Spirito Santo. Tra queste si ricordano:
- la Congregazione dello Spirito Santo, fondata a Parigi nel 1703 per le missioni estere e affiancata, dal 1921, dal ramo femminile delle Suore Missionarie dello Spirito Santo;
- l'Opus Spiritus Sancti, fondata in Germania;
- le Missionarie Serve dello Spirito Santo e le Suore Serve dello Spirito Santo dell'Adorazione Perpetua, rami femminili di vita attiva e di vita contemplativa dei verbiti;
- la congregazione polacca delle Suore Canonichesse dello Spirito Santo;
- le Figlie dello Spirito Santo, fondate nel 1706 a Légué de Plérin;
- le Suore Francescane dello Spirito Santo, dette di Montpellier, sorte nel 1861;
- la congregazione delle Suore dello Spirito Santo, fondata ad Ariano di Puglia nel 1887 da Giuseppina Arcucci con finalità socio-educative;
- le Suore dello Spirito Santo di Coblenza;
- le Suore Domenicane dello Spirito Santo di Firenze, fondate da Pio Alberto del Corona;
- le Suore Oblate dello Spirito Santo, fondate nel 1882 da Elena Guerra per propagare la devozione allo Spirito Santo;
- l'istituto texano delle Suore dello Spirito Santo e di Maria Immacolata, fondato per l'educazione dei neri;
- le Domenicane dello Spirito Santo, fondate in Francia;
- le congregazioni messicana dei Missionari dello Spirito Santo, delle Suore Missionarie Guadalupane dello Spirito Santo e delle Figlie dello Spirito Santo, fondate da Félix Rougier.